# Solivar
Solivar (deutsch Salzburg, ungarisch Tótsóvár – bis 1873 Sóvár) ist ein Ort und heute ein Stadtteil von Prešov im Osten der Slowakei. Er liegt südöstlich des Stadtzentrums an der linken Seite des Flusses Sekčov.
Die Geschichte des Ortes ist eng mit dem Gewinn von Salz verbunden, daher auch der Name. Schon die ersten urkundlichen Quellen verzeichnen im Ortsgebiet oberirdische Salzquellen, aus deren durch Eindampfung man Salz gewann. Wahrscheinlich schon vor dem 11. Jahrhundert existiert hier eine slawische Siedlung. 1571 begann man mit der Förderung von Steinsalz im 150 Meter tiefen Schacht Leopold, die gut 200 Jahre dauerte. Nach der Überflutung des Bergwerks im Jahr 1752 und Einstellung der unterirdischen Förderung begann man damit, Salz aus der Sole zu gewinnen, diesmal aber in großem Umfang. Um dies möglich zu machen, es wurde ein großer Mechanismus (Göpel, slowakisch gápeľ genannt) angelegt, an deren acht Joch Pferde arbeiteten und große Mengen von Sole an die Erde hinaufzogen. Diese wurde weiter in Behälter mit dem Gesamtvolumen von mehr als 10.000 Hektoliter gepumpt. Anschließend wurde im Siedewerk durch Verdampfen des Wassers das Salz gewonnen.
Heute gehört das Gelände größtenteils zum Slowakischen Technischen Museum mit Sitz in Košice. Die jahrelange Tradition der Salzherstellung endete im Jahr 2009, als die Firma Solivary a. s., die das Monopol auf slowakische Salzherstellung besaß, auf Grund von Überschuldung Konkurs anmeldete. Zur Zeit der Betriebseinstellung betrug die jährliche Kapazität 100.000 Tonnen Salz.
1970 wurde der Ort Solivar, zusammen mit dem seit 1960 zu Solivar gehörenden Orte Soľná Baňa und Šváby, nach Prešov eingemeindet.